# Distretto di Loudéac
Il distretto di Loudéac era una divisione territoriale francese del dipartimento delle Côtes-d'Armor, istituita nel 1790 e soppressa nel 1795.
Era formato dai cantoni di Loudéac, Caradec, la Chèze, Corlay, Mur, Plémet, Plouguenast e Uzel.